# Attaché d'administration de l'État
Pour les articles homonymes, voir Attaché d'administration et AAE.
« Attaché d'administration centrale » redirige ici. Pour les autres significations, voir AAC.
En France, les attachés d'administration de l'État (AAE) sont des cadres catégorie A de la fonction publique de l'État.
Ils sont regroupés au sein d'un corps interministériel relevant des services du Premier ministre. Ils exercent au sein des administrations centrales, des ministères, des juridictions financières et administratives et en direction préfectorale.
Il s'agit numériquement du principal corps d'encadrement administratif de la fonction publique d'État française.

## Histoire

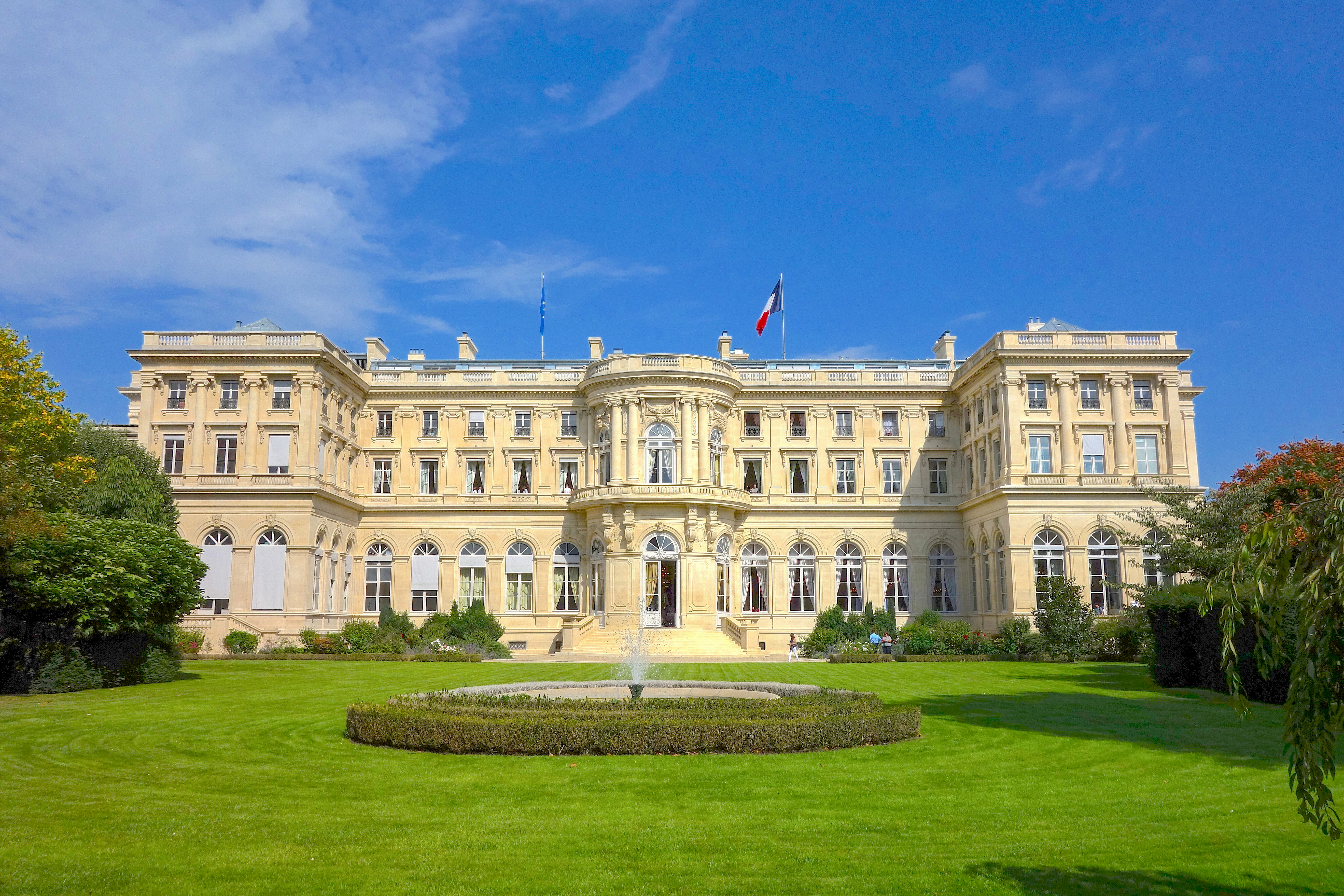
L'attaché d'administration de l'État peut exercer au Quai d'Orsay.

Chaque ministère disposait en France jusqu'en 2011 de son corps d'attaché, voire avant 2005 de corps distincts pour l'administration centrale et les services déconcentrés.
Depuis le décret no 2011-1317 du 17 octobre 2011 portant « statut particulier du corps interministériel des attachés d'administration de l'État » (CiGeM), les AAE font partie d'un même corps interministériel. L'objectif affiché par ce texte étant notamment de faciliter la mobilité des agents entre ministères en ne recourant plus à la procédure de mise à disposition ou de détachement qui prévalait jusqu'alors.

## Sélection
En France, les attachés d'administrations de l'État sont essentiellement recrutés par les concours d'accès aux instituts régionaux d'administration (IRA).

### Concours d'accès auxIRA

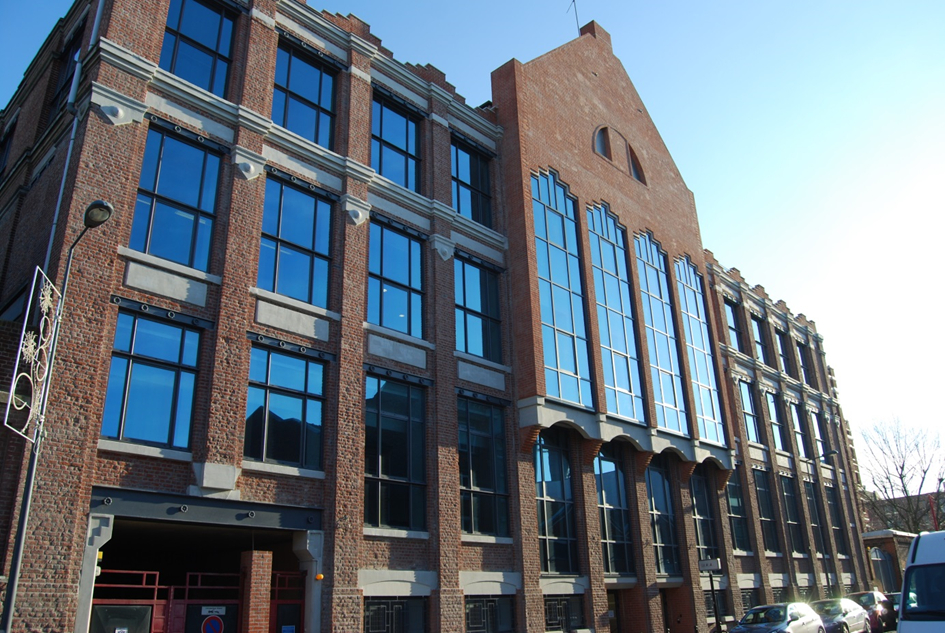
IRA de Lille.

Dès leur inscription, les candidats choisissent l'Institut régional d'administration dans lequel ils souhaitent effectuer leur scolarité s'ils sont admis au concours. À l'issue de leur formation initiale, ils sont nommés dans le grade d'attaché d'administration de l'État et s'engagent à servir l'État pour durant cinq années.

#### Conditions d'accès
Une fois dans l'année (deux fois jusqu'en 2023), les IRA organisent un concours commun visant à recruter les futurs attachés d'administration de l'État. Toutes les épreuves sont obligatoires et une note inférieure à 05/20 est éliminatoire.
Les épreuves sont communes pour les trois concours (externe, interne et 3e concours) et se déroulent en deux temps. 
Tout d'abord, les candidats présentent une épreuve écrite d'admissibilité, consistant en un cas pratique d'actualité des politiques publiques relevant de l'État (coefficient 5). Le questionnaire à choix multiples (QCM) avec points négatifs, portant sur le droit constitutionnel, droit administratif, droit international, droit européen et le droit budgétaire, est supprimé à compter de la session 2025.
S'ils sont sélectionnés par le jury, les candidats présentent ensuite l'épreuve d'admission : un entretien avec le jury (coefficient 7). Il s'agit d'un oral de 30 min portant sur toutes les politiques publiques de l'État.

#### Scolarité
Les lauréats admis suivent une formation initiale de quatorze mois qui s'organise en deux périodes probatoires de huit et six mois :
- la première période de formation se déroule au sein de l'IRA. Les élèves-attachés y suivent des enseignements théoriques par l'approche des compétences. Mis en situation, les élèves développent leur capacité d'analyse et de compréhension pour la mise en œuvre des politiques publiques. Ils acquièrent également des savoirs techniques et une culture administrative qui leur permettront une prise de poste optimale. Depuis la réforme de 2024, une période de stage de 6 semaines en administration est également incluse ;
- la seconde période de formation se déroule en administration, sur poste. Cette seconde période se scinde en deux phases : la pré-affectation de l'élève-attaché dans son administration d'accueil pour une durée de deux mois puis la seconde phase, où l'élève devient attaché-stagiaire pour quatre mois. À l'issue de cette période, s'il a donné satisfaction, l'attaché-stagiaire est titularisé dans le grade d'attaché d'administration de l'État. La principale différence pour l'attaché entre le statut d'élève-attaché et d'attaché stagiaire étant son niveau de traitement ; l'attaché conserve le traitement qu'il avait au sein de l'institut régional pendant la période de pré-affectation.

#### Rémunération des élèves
La formation des élèves est rémunérée. Les lauréats issus du concours externe perçoivent une rémunération nette de 1 430 euros (au 1er janvier 2021). Les lauréats du concours interne perçoivent une indemnité forfaitaire mensuelle.
Depuis le 1er janvier 2022, les élèves issus des concours interne, externe et du 3e concours ayant la qualité d'agent public bénéficient du maintien de la rémunération qu'ils percevaient dans leur administration ou emploi d’origine.

### Concours d'accès à titre complémentaire et subsidiaire
Les attachés d'administration de l'État sont également recrutés, à titre complémentaire au sein d'un même ministère ou établissement dans le cadre d'un concours interne (par exemple : à l'Éducation nationale) ou par spécialité (par exemple : rapporteur près la Cour nationale du droit d'asile (CNDA)).
Enfin, à titre subsidiaire, les fonctionnaires de l'État appartenant à un corps de catégorie B ou de même niveau qui justifie d'au moins neuf années de services publics, peuvent être recrutés par liste d'aptitude.

## Carrière
En France, le corps interministériel des attachés d'administration de l'État comprend trois grades et un grade en voie d'extinction :
1. attaché d'administration (AAE), qui comporte onze échelons ;
2. attaché principal d'administration (APAE), avec dix échelons (accès par examen professionnel du principalat ou tableau d'avancement) ;
3. attaché d'administration hors classe (AAHCE) par inscription au tableau d'avancement, doté de six échelons et d'un échelon spécial (hors échelle A) ;
4. le grade de directeur de service est placé en voie d'extinction.

Le passage au grade d'attaché principal d'administration de l'État est conditionné par le passage d'un examen professionnel si l'attaché a atteint l'échelon 5 du grade d'AAE et a exercé en qualité d'agent de catégorie A pendant 3 ans.
Une autre possibilité de passage au grade d'attaché principal d'administration de l'État est l'avancement au choix si le fonctionnaire a atteint l'échelon 9 et cumule au moins sept années d'ancienneté.
Les attachés principaux qui ont atteint l'échelon 5 peuvent être inscrit sur le tableau d'avancement à la position hors classe.
La promotion au grade d'attaché hors classe, « grade à accès fonctionnel », est conditionnée à l'exercice pendant une durée minimale de fonctions spécifiques précisées par un arrêté en date du 30 septembre 2013 modifié. Ils représentent 10 % des effectifs des attachés d'administration de l'État.
Les échelons spéciaux (hors échelle A) permettent à leur titulaire d'exercer des fonctions correspondant à un niveau élevé de responsabilité (20 % des effectifs des attachés d'administration de l'État hors classe).

### Fonctions
Les fonctions des attachés s'exercent en France dans les services de l'État, de ses établissements publics ou au sein d'autorités administratives dotées de la personnalité morale. Ils participent ainsi à la conception, à l'élaboration et à la mise en œuvre des politiques publiques ministérielles et interministérielles.
Ils exercent, au sein des administrations centrales, des ministères, des magistratures financières et administratives et en direction préfectorale, des missions de conception, de magistrature, de direction, d'expertise ou comptables et participent à la mise en œuvre des politiques publiques.
Ils occupent des postes de fonctions de conception, d'expertise, de gestion ou de pilotage d'unités administratives, ils ont vocation à être chargés de fonctions d'encadrement. Ils peuvent également exercer des fonctions de responsabilité, de sélection, de formation, d'orientation ou de conseil technique. Ils peuvent être appelés à remplir les fonctions d'ordonnateur secondaire.

### Rémunération
Les fonctionnaires qui accèdent à un premier emploi d'une administration de l’État bénéficient d'une prime d'installation en application du décret 89-259 du 24 avril 1989 modifié.
La rémunération des attachés, comme celle de tout fonctionnaire en France, est composée d'un traitement de base, d'un régime indemnitaire (RIFSEEP), et éventuellement de points de la nouvelle bonification indiciaire dans la fonction publique française (NBI).

### Traitement de base
La grille indiciaire des attachés a été revalorisée au 1er janvier 2020 dans le cadre du protocole parcours professionnels, carrières et rémunérations (PPCR). Le traitement des attachés, calculé à partir des indices majorés, évolue au cours de la carrière (ancienneté ou promotion au sein du corps).
Le décret n°2008-836 du 22 août 2008 modifié (article 3-1) fixe l'échelonnement indiciaire de la carrière des attachés  ainsi que le décret n°85-1148 du 24 octobre 1985 modifié : dernière augmentation de la valeur du point d'indice majoré (INM) de 1,5% à compter du 1er juillet 2023 et attribution de 5 points d'indice majoré au 1er janvier 2024,. Le décret no 82-1105 du 23 décembre 1982 précise par ailleurs la concordance entre les indices brut et majorés.
| ÉCHELON | INDICIAIRE BRUT | INDICE MAJORÉ | DURÉE   | TRAITEMENT BRUT |
| ------- | --------------- | ------------- | ------- | --------------- |
| 1       | 444             | 395           | 18 Mois | 1 944,50 €      |
| 2       | 469             | 415           | 24 Mois | 2 042,95 €      |
| 3       | 499             | 435           | 24 Mois | 2 141,41 €      |
| 4       | 525             | 455           | 24 Mois | 2 239,86 €      |
| 5       | 567             | 485           | 30 Mois | 2 387,55 €      |
| 6       | 611             | 518           | 24 Mois | 2 550,00 €      |
| 7       | 653             | 550           | 24 Mois | 2 707,53 €      |
| 8       | 693             | 580           | 24 Mois | 2 855,21 €      |
| 9       | 732             | 610           | 24 Mois | 3 002,90 €      |
| 10      | 778             | 645           | 24 Mois | 3 175,19 €      |
| 11      | 821             | 678           | 24 Mois | 3 337,64 €      |

| ÉCHELON | INDICIAIRE BRUT | INDICE MAJORÉ | DURÉE   | TRAITEMENT BRUT |
| ------- | --------------- | ------------- | ------- | --------------- |
| 1       | 593             | 505           | 24 Mois | 2 486,00 €      |
| 2       | 639             | 540           | 24 Mois | 2 658,30 €      |
| 3       | 693             | 580           | 24 Mois | 2 855,21 €      |
| 4       | 732             | 610           | 24 Mois | 3 002,90 €      |
| 5       | 791             | 655           | 24 Mois | 3 224,42 €      |
| 6       | 843             | 695           | 30 Mois | 3 421,33 €      |
| 7       | 896             | 735           | 30 Mois | 3 618,24 €      |
| 8       | 946             | 773           | 36 Mois | 3 805,31 €      |
| 9       | 995             | 811           | 36 Mois | 3 992,37 €      |
| 10      | 1015            | 826           | 36 Mois | 4 066,22 €      |

| ÉCHELON         | INDICIAIRE BRUT | INDICE MAJORÉ | DURÉE   | TRAITEMENT BRUT |
| --------------- | --------------- | ------------- | ------- | --------------- |
| 1               | 797             | 660           | 24 Mois | 3 249,03 €      |
| 2               | 850             | 700           | 24 Mois | 3 445,95 €      |
| 3               | 896             | 735           | 24 Mois | 3 618,24 €      |
| 4               | 946             | 773           | 30 Mois | 3 805,31 €      |
| 5               | 995             | 811           | 36 Mois | 3 992,37 €      |
| 6               | 1027            | 835           | /       | 4 110,52 €      |
| ÉCHELON SPÉCIAL | HEA             | 895           | 12 Mois | 4 405,89 €      |
|                 | HEA 2           | 930           | 12 Mois | 4 578,19 €      |
|                 | HEA 3           | 977           | /       | 4 809,56 €      |

### Régime indemnitaire (RIFSEEP)
Le régime indemnitaire des attachés intitulé RIFSEEP se décompose en deux primes :
- indemnité de fonctions, de sujétions et d'expertise (IFSE) : varie, dans la limite d'un plancher et d'un plafond, selon le ministère et le groupe de fonction de l'emploi occupé (il existe quatre groupes pour les attachés) ;
- complément indemnitaire annuel (CIA), qui est « facultatif et non reconductible », et qui tient compte de l'engagement professionnel et de la manière de servir.

L'arrêté du 3 juin 2015 fixe le barème (plancher/plafond) de l'IFSE et du CIA dont bénéficient les attachés.

### Nouvelle bonification indiciaire
Une NBI peut être attribuée (facultative), pour les agents placés sur des emplois comportant l'exercice d'une responsabilité ou d'une technicité particulière.